# 格吕克施塔特 (密西西比州)
格吕克施塔特（英語：Gluckstadt）是位於美國密西西比州麥迪遜縣的城市。此地於2020年美國人口普查中被列為普查規定居民點，2021年6月獲密西西比州政府升格為城市。

## 人口
根據2020年美國人口普查的數據，格吕克施塔特的面積為23.70平方千米，當中陸地面積為23.20平方千米，而水域面積為0.50平方千米。當地共有人口3208人，而人口密度為每平方千米135人。